# Moritzkapelle (Nürnberg)

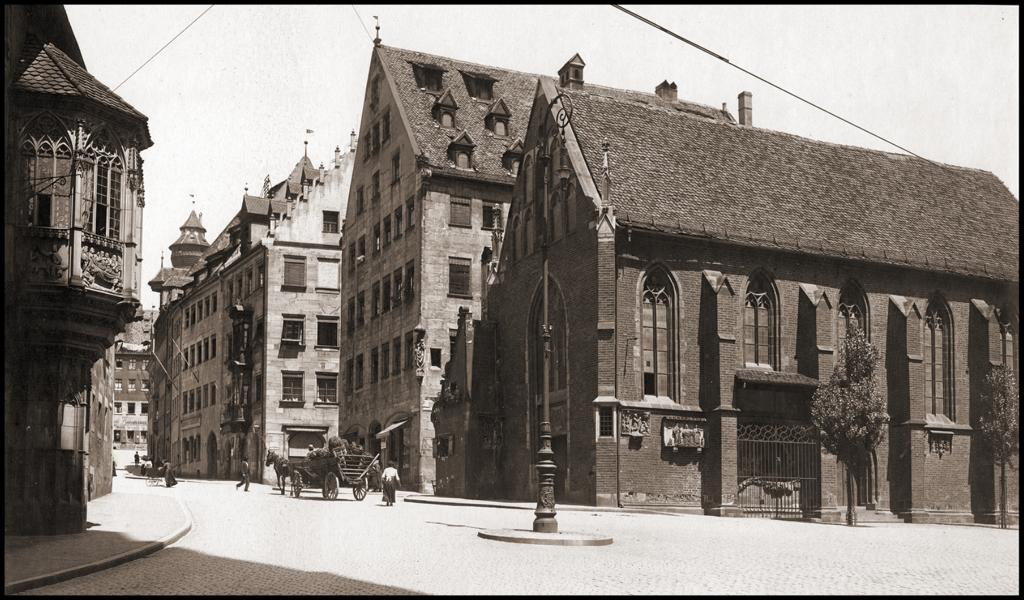
Moritzkapelle von Südwesten (Nürnberg, 1917)

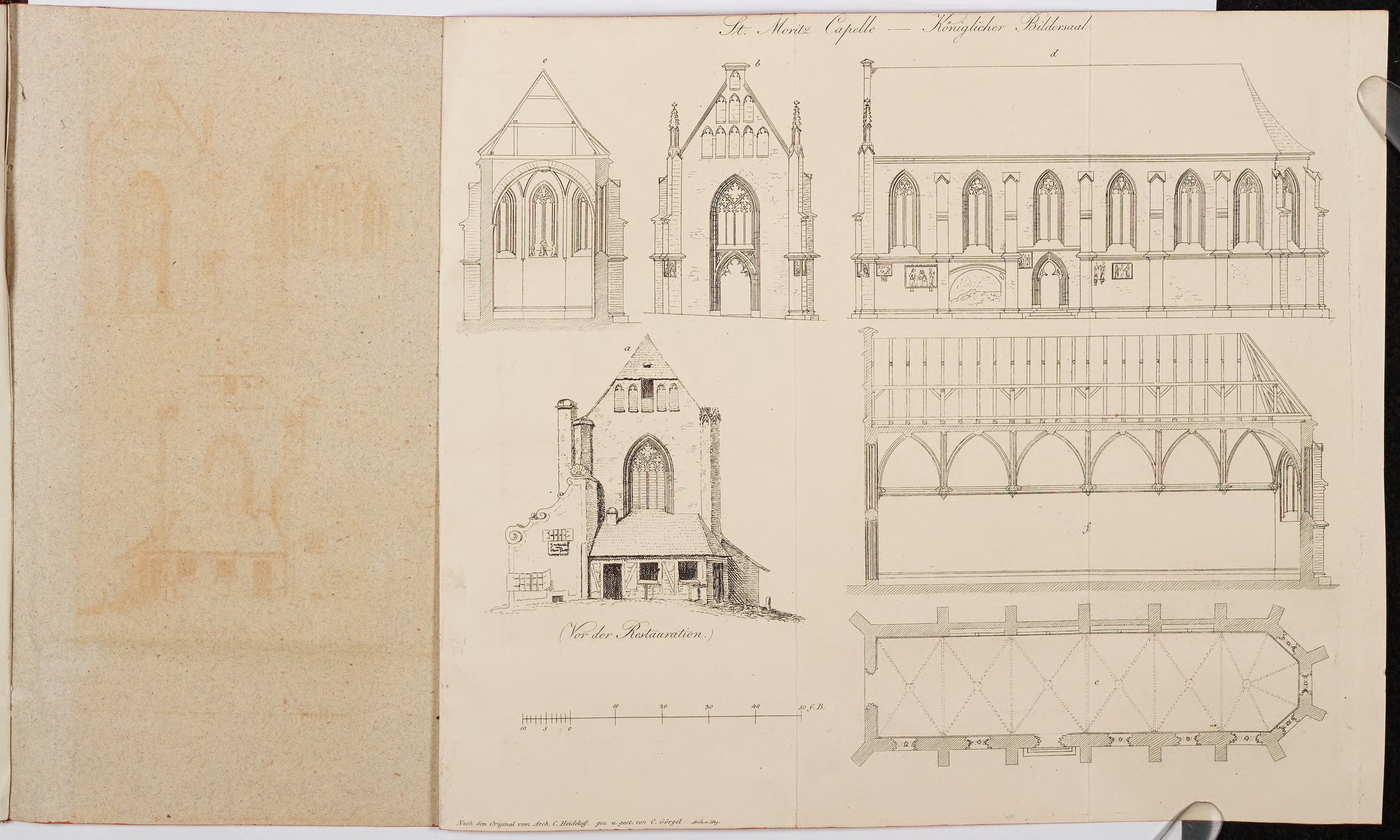
Planzeichnung der St. Moritzkapelle in Nürnberg, vor und nach der Restaurierung

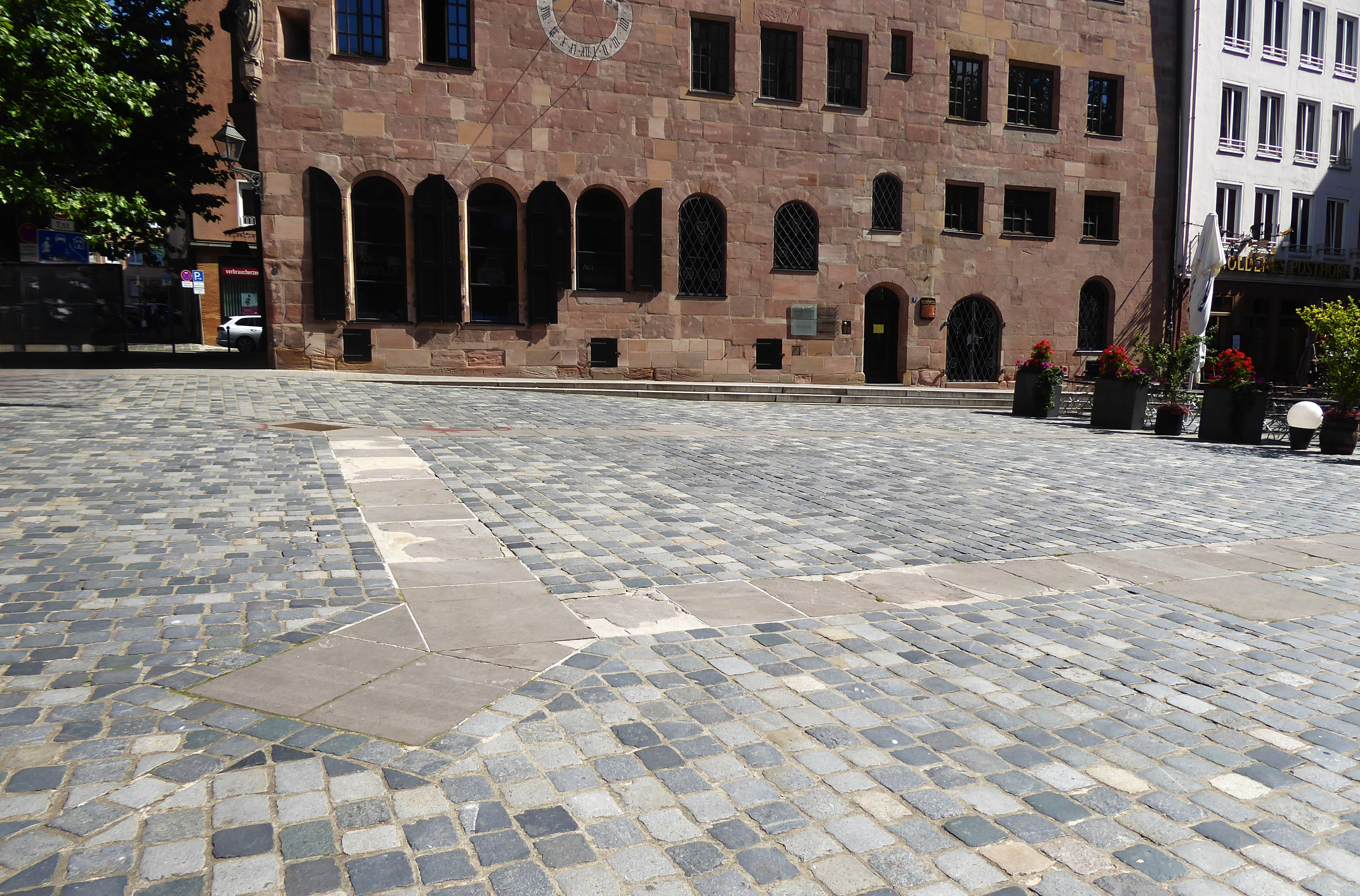
Markierung der Grundmauern in der Pflasterung vor dem Schürstabhaus

Die Moritzkapelle war ein profaniertes Kirchengebäude in Nürnberg, das im Zweiten Weltkrieg zusammen mit dem angebauten Bratwurstglöcklein zerstört wurde.

## Geschichte
Das einschiffige Backsteingebäude mit einem Moritz- und einem Wenzelsaltar sowie einem dreiseitig gebrochenen Chor hatte eine Länge von 28 Metern und eine Breite von acht Metern und stand früher am Salzmarkt (heute Hauptmarkt), sie wurde im Jahr 1313 auf Kosten der Familie Mendel abgebrochen und gegenüber der Sebalduskirche versetzt. Als im Jahre 1313 die Moritzkapelle vom Markt auf den St. Sebaldkirchhof verlegt wurde, geschah dies, wie urkundlich erwähnt, „aus keinem anderen Grunde, als um die weltlichen Geschäfte , die hier gegen alle kirchlichen Verordnungen stattfanden, abzustellen,“ und in den Polizeiverordnungen des 14. Jahrhunderts wird der „Pfragenkauf“ (Handel mit Lebensmitteln), ursprünglich so viel wie Schragenkauf, auf dem Kirchhof verboten.
Eberhard Mendel hatte viel zur Versetzung beigetragen, weshalb das Wappen seines inzwischen ausgestorbenen Geschlechts an der Decke der Kapelle angebracht war.
Die Versetzung soll auf die „dringenden Bitten der Bürger von Nürnberg“ geschehen sein, da der Salzmarkt in der ehemaligen Judengasse ein „geräuschvoller Platz“ gewesen sein soll, wo späterhin aber das Kürschnerhaus errichtet wurde, das identisch ist mit dem „Tuchhaus“  (was zu Schuchhaus emendiert werden muss, da das eigentliche Tuchhaus auf dem Weinmarkt stand) oder zumindest eng benachbart gewesen ist. Den Platz, wo das Schuh- oder Kürschnerhaus gestanden hatte, nahm später das Telegraphengebäude ein.
Bis zur Reformation hatte die Kapelle der Familie Mendel als Begräbnisstätte gedient, deren Namen auf Mantelmacher bzw. -händler deutet (verschiedene Schreibweise Mentelein), denn bekanntlich führen die Tucher das markante Wappen mit dem Mohrenkopf in Gold, welches auf den heiligen Mauritius zurückgeht.
Der Kunsthistoriker Paul Johannes Rée berichtete, dass die Nürnberger sich das Recht auf die Versetzung der Moritzkapelle beim Bischof Wulfing von Bamberg erwirkt hatten, um Platz auf dem Markt zu schaffen (wohl auch für das spätere prachtvolle Tuchhaus), hält aber eine tatsächliche Übertragung für unwahrscheinlich, sondern dass nur der Name „Moritzkapelle“ mit dem früheren Kirchlein im Judenviertel gemeinsam war.
Nach der Translozierung hat die Moritzkapelle verschiedenen Zwecken gedient, längere Zeit diente sie als städtisches Holzlager.
Rée beschrieb das Kirchlein so: „ein überaus einfacher zu Beginn des neunzehnten Jahrhunderts leider verputzter und mit Scheinfugen versehener Backsteinbau, dessen einzige Zier die Maßwerke seiner schlanken Fenster sind.“ Da sie für Gottesdienste nicht mehr im Gebrauch war, wurde sie dann im Jahr 1829 zur Aufbewahrung einer königlichen Gemäldesammlung altdeutscher Schule bestimmt und von Carl Alexander Heideloff in gotischem Stil restauriert. Über dem Portal, das zur Füll-Straße ausgerichtet war, saß ein Fenster mit einem Glasgemälde von Joseph Sauterleute, während an der Kapellenaußenseite mehrere Reliefs angebrachten waren, z. B. ein Wappen Bayerns von 1829, sowie mehrere christliche Skulpturen und Reliefe (Maria mit dem Kinde, Christus am Ölberg, Judaskuss etc.) Im Inneren der Kapelle zwischen den hohen Fenstern, die mit älteren kleinen Wappen zwischen farbigen Glaseinsätzen verziert waren, waren Bilder der altdeutschen Schule ausgestellt, die der reichen Sammlung des Königs Ludwig von Bayer gehörten. Die Sammlung stellte einen Entwicklungsgang der ober- und niederdeutschen Malerschule in chronologischer Anordnung dar (Wilhelm von Köln, Quintin Messis, u. v. m). Die Echtheit der beiden in der Moritzkapelle ausgestellten Dürer-Werke (eine Kreuzabnahme und ein Ecce homo) wurde oft angezweifelt.
Im Zweiten Weltkrieg traf der amerikanische Luftangriff vom 3. Oktober 1944 Nürnberg heftig und beschädigte zahlreiche Bürger- und Patrizierhäusern sowie einige bedeutende Baudenkmäler schwer oder – wie im Falle der Moritzkapelle nördlich der Sebalduskirche und dem angebauten Bratwurstglöcklein – zerstörte sie völlig. Die Grundmauern der Moritzkapelle wurden in der Pflasterung vor dem Nürnberger Schürstabhaus markiert.